# Калиновка (Олевский район)
Калиновка (укр. Калинівка, до 2016 г. — Жовтневое) — село на Украине, основано в 1770 году, находится в Олевском районе Житомирской области.
Код КОАТУУ — 1824481301. Население по переписи 2001 года составляет 738 человек. Почтовый индекс — 11037. Телефонный код — 4135. Занимает площадь 2,76 км².

## Адрес местного совета
11037, Житомирская область, Олевский р-н, с. Калиновка, ул. Ленина, 3